# کاخ (فیلم ۲۰۱۳)
«کاخ» (انگلیسی: The Palace (2013 film)) فیلمی در ژانر رمانتیک است که در سال ۲۰۱۳ منتشر شد.